# 原子力発電の事故隠し・データ改ざん一覧
原子力発電の事故隠し・データ改ざん一覧（げんしりょくはつでんのじこかくし・データかいざんいちらん）では、世界各国での原子力発電についての、事故隠し（トラブル隠しを含む）及びデータ改竄（かいざん）・データ捏造を、発生年や内容、それに対する公的機関の対応などの説明付きで一覧にする。

## 日本

### 事故隠し（トラブル隠しを含む）

#### 美浜原発1号機事故隠し
1976年12月、関西電力美浜原子力発電所1号機で、1973年3月に燃料棒折損事故が発生していたことが発覚した。発覚のきっかけは、田原総一朗著『原子力戦争』に付された報告「美浜一号炉燃料棒折損事故の疑惑」だった。関西電力は、この事故を4年近くも隠していた。これに対し原子力委員会は、同年12月7日、関西電力を厳重注意とした。

#### 敦賀原発事故隠し
1981年4月1日以降、日本原子力発電敦賀原子力発電所（当時は1号機のみ）で、同年1月10日と1月24日に、冷却水漏れ事故があり、秘密裏に発電を続けながらの修理が行われていたことが発覚した。また同年4月18日以降、3月8日に放射性廃液の大量流出事故があり一部が一般排水路から海へ排出されたことが発覚した。
これに対し福井県原子力安全課は、修理は運転を停止して行うのが当然で、聞いたことがないやり方だとコメントした。また、当時の通産省（現在の経済産業省）は、日本原子力発電に対し、敦賀原発を6ヶ月運転停止とする処分を行った。通産省は電気事業法違反での告発を検討したが、結局告発は見送られた。

#### 志賀原発臨界事故
1999年6月18日、北陸電力志賀原子力発電所1号機の定期検査中に制御棒1本の緊急挿入試験を行なっていたが、操作手順を誤った事から3本の制御棒が炉から引き抜かれた状態となり、炉は15分間臨界となった。しかし北陸電力はこれを直ちに国に報告せず、検査記録を改竄するなどして隠蔽を計り、2007年3月15日になってこの事故の存在が明るみに出た。

### データ改竄（データ捏造を含む）

#### 志賀原発基礎工事鉄筋データ改竄
1989年11月9日、北陸電力は、当時建設中だった志賀原子力発電所の基礎工事において、大谷製鉄が納入した鉄筋の中に、JIS規格違反のものが含まれていたと公表した。同日、中部通産局はJIS規格違反の鉄筋の一部が大谷製鉄から商社を通じて志賀原発に納入されたと発表した。大谷製鉄は、製品の試験データを改竄して鋼材検査証明書を作成していた。違反鉄筋は、原子炉建屋・タービン建屋・事務本館など4つの建物で約24トン使用された。発覚の経緯は、メーカー側からの内部告発とされる。また、北陸電力は同年10月25日頃に情報を入手し、大谷製鉄が認めたことから、10月末に大谷製鉄の鉄筋を使用停止にしていた。 
当時の通産省（現在の経済産業省）は、事実を知ってから2週間の間、公表しなかった。発覚後、石川県庁が立ち入り調査を行ったが、原子炉建屋等の基礎工事はやり直されなかった。もっとも、事務本館だけは基礎工事がやり直された。

#### 使用済み核燃料輸送容器データ改竄
1998年に、福島第二原発から六ヶ所再処理工場へ使用済み核燃料が運ばれたが、その際に使われた原燃輸送保有のNFT型輸送容器の中性子遮断材の分析データが捏造・改竄されていることが発覚した。改竄は、発注側である原電工事がデータを分析した日本油脂に対して書き換えを指示して行われた。
科学技術庁は使用済燃料輸送容器調査検討委員会を設置して検討し、同年12月3日に報告書が発表された。報告書は改竄を「許容し難い行為」「あってはならないこと」としたが、一方で「輸送容器全体としては、厳しめにみても遮断性能が安全の基準を満たすことが確認されている」とした。

#### 日立製作所一次冷却配管溶接焼鈍記録改竄
1997年9月、日立製作所が建設した沸騰水型原発の溶接焼鈍記録（の温度）が改竄されていることが発覚した。焼鈍とは、溶接の際に、金属組織を均一化して強度を確保するための措置である。改竄は日立の孫請け会社伸光が、日立エンジニアリングサービスの担当者の指示により、10年以上前から続けてきた。伸光が焼鈍を担当したのは原発18基。資源エネルギー庁は、このうち248箇所にデータ捏造の疑いがあるとした。
通産省（現在の経済産業省）は溶接部健全性評価検討会を設置、公開で4回開催され、調査方法と調査結果が議論された。

#### MOX燃料製造データ改竄
1999年9月14日、関西電力高浜原子力発電所三号炉に使用予定だった、イギリス原子燃料公社（BFNL）製造のMOX燃料ペレットの寸法データが改竄されていることが、明らかになった。データの偽造は、22ロット分。関西電力は独自の抜き取り調査を行っているが、偽造を見抜けなかった。発覚当時、高浜四号炉用のMOX燃料が日本へ向けて輸送中であった。国と関西電力は同年9月24日、現地調査に基づく中間報告を発表した。この報告書は、高浜三号炉用のデータ改竄を認めたが、高浜四号炉用のMOX燃料については不正はないとしている。その後、四号炉用の燃料でもデータのねつ造が判明した。そして関西電力は翌2000年1月に、1999年10月の段階で四号炉用燃料でのデータ改竄の疑惑について情報を得ていたが、BFNLからの不正はないとの連絡を受けて、12月まで通産省や福井県に報告していなかったことを発表した。

#### 審査資料断層データ改竄
2020年2月7日、敦賀原発2号機（福井県）の新規制基準に基づく審査で、原電が、原子炉建屋直下に活断層があるかどうかの判断に必要な調査資料の記述を少なくとも十数カ所、改竄していることが発覚。規制委は「削って書き直すのは非常に問題がある。この資料をもとに審査はできない」と厳しく指摘した。

## 中国
2010年11月、中華人民共和国広東省深圳市の大亜湾原子力発電所で同年10月に放射性物質が漏れる事故が発生していたことが明らかとなった。この事故は国際原子力事象評価尺度レベル1の事故で公表義務はないものの、立法会では特区政府への通知も事故発生から10日後だったことに批判が上がった。